# Herpay Imre
Herpay Imre (Vajszló, 1924. augusztus 23. – Sopron, 2007. szeptember 4.) erdőmérnök, egyetemi tanár.

## Családja
Szülei Herpay Imre tanító és Szucsits Margit postamester. Szülei kétéves korában elváltak, anyja nevelte, Bogdásán. Felesége 1954-től Horváth Zsuzsanna laboráns. Féltestvére: Herpay Sándor banktisztviselő.

## Iskolái
A cisztercita rend pécsi Nagy Lajos Gimnáziumában érettségizett 1943-ban, a budapesti József Nádor Műszaki Egyetem Soproni Bánya-, Kohó- és Erdőmérnöki Karán erdőmérnöki oklevelet szerzett 1949-ben, a mezőgazdasági (erdészeti) tudományok kandidátusa lett 1960-ban.

## Életútja
A MÁV Pécsi Osztálya Mérnökségének szakaszmérnöke (1949–1950), a Földművelésügyi Minisztérium (FM) Pécsi Erdőrendezőségének erdőrendezője (1950–1951). A soproni Erdőmérnöki Főiskola, ill. az Erdészeti és Faipari Egyetem (EFE) Erdőmérnöki Kar Erdőfeltárási és Gépesítési, ill. Erdészeti Szállítási Tanszékének tanársegéde (1951–1954), egyetemi adjunktusa (1954–1963), egyetemi docense (1963–1976), az Erdőhasználat-tani, ill. az Erdőhasználati és Feltárási Tanszék tanszékvezető egyetemi tanára (1976. júl. 1.–1984. dec. 24.); közben az Erdőmérnöki Kar dékánja (1978–1984). Az MTA–TMB-n Sébor János aspiránsa (1954–1958). 

## Munkássága
Erdei utak talajstabilizációjával, gazdasági utak pályaszerkezetének méretezésével, erdőgazdálkodási és erdészetpolitikai kérdésekkel foglalkozott. Jelentős eredményeket ért el a mezőgazdasági és erdészeti úthálózatok tervezése és gazdaságossága, ill. a fakitermelés munkafolyamatának idő- és költségelemzése terén.
Temetése 2007. szeptember 14-én Sopronban, a Szent Mihály-temetőben volt.

## Társasági tagságai
- Az MTA Erdészeti Bizottsága tagja (1990-től)
- a Veszprémi Akadémiai Bizottság (VEAB) Erdészeti Szakbizottságának elnöke
- Az Országos Erdészeti Egyesület (OEE) elnöke (1979–1990)
- Az International Union of Forestry Research Organizations társelnöke (1978–1990)
- Az EFE tb. doktora (1993).

## Elismerései
- Munka Érdemrend (ezüst, 1966; arany, 1984).
- Bedő Albert-emlékérem (1969)
- Vadas Jenő-emlékérem (1979)
- Bernhard Eduard Fernow-plakett (1990)
- MTESZ Díj (1990)
- Ujhelyi Imre-emlékérem (1993).

## Szerkesztései
- Az EFE Tudományos Közleményei szerkesztője (1966–1972).

## Főbb művei
- Erdei útpályaszerkezetek építése és fenntartása. Főisk. jegyz. Pankotai Gáborral. (Sopron, 1952; A Mérnöktovábbképző Intézet előadásai. Új kiad. 1969)
- Erdőfeltárás. Főisk. jegyz. Partos Antallal. (Sopron, 1953)
- Vízépítéstan. Főisk. jegyz. (Sopron, 1953)
- Erdei utak talajfeltárásának gazdaságosságáról. (Az Erdő, 1955)
- Könnyű burkolatú erdei utak tervezése. (Az Erdő, 1959)
- Földutak használhatósága. (Erdészettudományi Közlemények, 1959)
- Erdei utak stabilizálása és karbantartása. (Bp., 1959)
- Könnyű burkolatú erdei utak tervezése. (Az Erdő, 1959)
- Földutak, stabilizált és könnyű burkolatú utak erdőgazdasági alkalmazása. Kand. értek. (Sopron, 1960)
- Erdei utak pályaszerkezetének kiválasztása. (Az Erdő, 1961)
- Mezőgazdasági útépítés. Monográfia. Pankotai Gáborral. (Bp., 1963)
- Erdészeti szállítástan. 2/A–B. I–II. köt. Egy. jegyz. Pankotai Gáborral. (Bp., 1963–1964; Egy tankönyv, egy kötetben: Bp., 1965)
- Erdei utak fenntartása. (Erdei munkák mesterfogásai. Bp., 1967)
- Erdei utak pályaszerkezetének méretezése az új hazai utasítás szerint. (Az Erdő, 1967)
- Mindnyájan voltunk egyszer az Akadémián… Sopron. 1919–1969. Az EFE jubileumi évkönyve. Szerk. (Bp., 1970)
- Útpályaszerkezetek irányelvei mezőgazdasági bekötőutakhoz. Összeáll. (Sopron, 1970)
- Erdőgazdasági utak és anyagmozgató járművek viszonya. Egy. jegyz. (Sopron, 1970)
- Kitermelő-anyagmozgató géprendszerek komplex értékelése. (Az Erdő, 1973)
- Erdészet. (Anyagmozgatási kézikönyv. Bp., 1975)
- A fahasználati munkarendszerek fejlesztésének elvi kérdései és néhány lehetősége. (Az Erdő, 1975)
- Fahasználati munkarendszerek vizsgálata és értékelése. 1. Egy. jegyz. Rumpf Jánossal. (Sopron, 1975)
- Nyárasokban alkalmazható géprendszermodellek elemzése. (Az Erdő, 1977)
- Az aprítéktermelés tervezése. (Az Erdő, 1978)
- A fahasználat termelési folyamata. Válogatott fejezetek és példatár. 1–2. Egy. jegyz. Rumpf Jánossal. (Sopron, 1978–1980)
- Erdőhasználattan. I–II. köt. Egy. jegyz. Rumpf Jánossal, Mihály Sándorral. (Sopron, 1978–1982)
- A fahasználati kutatás és az oktatás. (Az Erdő, 1982)
- Az Erdőmérnöki Kar tanszékeinek történelmi alakulása. Többekkel. (Az Erdő, 1983)
- Grundsätze und Methode der Planung und Analyse der Holzeinschlagsarbeitssysteme. (Acta Facultatis Forestalis, 1984)
- A faapríték termelése. Marosvölgyi Bélával, Rumpf Jánossal. (Ma újdonság – holnap gyakorlat. Bp., 1984)
- Az erdészeti anyagmozgatás helyzete és fejlesztési irányai. (Anyagmozgatás+csomagolás, 1984)
- Die technisch-ökonomischen Probleme bei Holzernte in Ungarn. (Mitteilungen des Bundesforschungsanstalt für Forst- und Holzwirtschaft. Hamburg, 1985)
- Bővített újratermelés és a jövedelmezőség fokozása az erdőgazdálkodásban. (Az Erdő, 1986)
- Az erdőgazdálkodás értékelése és illeszkedése a reformfolyamatokba. (Az Erdő, 1989)
- Fahasználatok tervezése. Fahasználati és faanyag-mozgatási szakmérnöki jegyz. (Sopron, 1990)
- (kéziratban): Svéd fagazdaság. Úti jelentés. (EFE, 1972).

## További irodalom
- Ki kicsoda a magyar mezőgazdaságban? Szerk. Balogh Margit. (Szekszárd, 1997)
- H. I. visszaemlékezése. (Erdészeti Lapok, 1999)
- Faragó Sándor: H. I. (Erdészeti Lapok, 2007)